# نيكولاي لفوف
نيكولاي لفوف (بالروسية: Львов, Николай Александрович)‏ (و. 1753 – 1803 م) هو عالم الإنسان، ولغوي، وشاعر، ومهندس معماري من الإمبراطورية الروسية . ولد في تورجوك .
توفي في موسكو .

## أعمال بارزة
من أهم أعماله:
- Priory Palace.